# Lonchaea uniseta
Lonchaea uniseta är en tvåvingeart som beskrevs av Malloch 1930. Lonchaea uniseta ingår i släktet Lonchaea och familjen stjärtflugor.
Artens utbredningsområde är Samoa. Inga underarter finns listade i Catalogue of Life.